# Pontechianale
Pontechianale é uma comuna italiana da região do Piemonte, província de Cuneo, com cerca de 208 habitantes. Estende-se por uma área de 94 km², tendo uma densidade populacional de 2 hab/km². Faz fronteira com Bellino, Casteldelfino, Crissolo, Molines-en-Queyras (FR-05), Oncino, Ristolas (FR-05), Saint-Paul (FR-04), Saint-Véran (FR-05).
Faz parte da rede das Aldeias mais bonitas de Itália.

## Demografia
| Variação demográfica do município entre 1861 e 2011                               |
|                                                                                   |
| Fonte: Istituto Nazionale di Statistica (ISTAT) - Elaboração gráfica da Wikipedia |